# CoverGirls
CoverGirls（カバーガールズ）は2011年から活動している日本の女性アイドルグループ。

## 概要
2010年12月開催の全国オーディションから選ばれたメンバーにより、2011年に結成されたアイドルグループ。
「カバーガール」は雑誌の表紙を飾っている女性モデルのことで、グループ名は「いつか雑誌の表紙を飾るグループになりたい」という意味を持つ。
2016年フォースミュージックよりメジャーデビューしたものの、2017年レーベル移籍。
2018年の活動休止後、2019年より新体制にて活動再開。

## 略歴
2011年、8月6日CoverGirls0th公演「Step by step」(渋谷eggman)でステージデビュー、20名でのスタートとなった。しかし8月後半以降多くのメンバーの脱退が続き、9月17日「としまえん『10代の挑戦』」では11名でのステージとなった。10月2日、1st公演「CoverGirls宣言」より正式活動を開始。2期生加入・メンバー脱退が続く中、2012年3月18日三原絵里 姫野七碧の2名が結成以来初の卒業公演を行った。
2012年、4月1日より始まった3rd公演「僕達の決心」直後 活動休止に陥るものの、4月14日に復帰。3期生の加入を含めてメンバーの増減が続き、2013年1月13日、5.5th公演「僕達の戦い延長戦」（渋谷MilkyWay）において4人の卒業が発表された。とこが前日になって松川舞が卒業撤回、1月27日「JIMA日本アイドル保全協会Vol.1」（渋谷O-CREST）を以て笠井望美 中村友理香 神城美裕が卒業した。2013年2月2日、3期生4人でのユニットCoverGirls Team3期(カバーガールズ・チーム3き)、ならびに妹ユニットCoverGirls SiSTERS(カバーガールズ・シスターズ)を結成。
2013年、5月6日、テレビ愛知主催「IDOL WAVE～テレビ愛知30周年で30組大集合～」（名古屋市中区栄・栄オアシス21）に初の遠征ライブ、7月1日 日本大学藝術学部「社会現象の解読」にて初の教室ライブを行う。8月11日 CoverGirls SiSTERSから石田涼と坂東遥が4期生として昇格。2014年3月21日 出口華蓮 卒業ライブ。
2014年、6月〜8月 事務所がなくなり新たな事務所探しをする。8月17日 CoverGirls SiSTERSから星野ゆりあ、上木美亜、夏樹美沙憧が5期生として昇格。10月21日 新宿BLAZEにて1stワンマンライブ開催。2015年2月16日 出口莉奈、夏樹美沙憧 脱退発表。
2015年、4月11日新宿BLAZEにて2ndワンマンライブ。関東一都六県ワンマンツアーを行う。
2016年、4月3日 小玉いづみ 卒業公演。5月24日 メジャー1stシングル『星降る夜の通り雨』リリース。8月7日 1期生10月より活動休止発表、8月19日 木村友香 卒業撤回、8月21日 根岸まゆみ 卒業公演。12月18日より1期生活動再開。2017年3月12日 橘美利香、星野ゆりあ 卒業公演。
2017年、5月〜はじめて関ヶ原唄姫合戦予選に参加、のちに主催者のレーベル(JuliaHouse)事務所(ライム・ライト)に移籍。7月30日 栗原ひとみ 卒業公演。11月4日 渋谷Club QUATTROにて3rdワンマンライブ。2018年1月11日 上木美亜が2月11日をもって卒業と発表されるものの2月6日に卒業撤回。東名阪ツアー(2月18日名古屋M.I.D、3月25日大阪京橋Arc、4月8日新宿BLAZE)。3月1日 元ふりかけ≠パニックの 白崎りのは加入(6期生)。
2018年、5月3日昼 渋谷O-Crestにて木村友香・松川舞卒業公演 & 1000回記念公演。7月1日TwinBoxAKIHABARAにて「CoverGirls現体制ラストライブ」「石田涼 白崎りのは卒業記念握手会」開催。
2019年、1月3日 渋谷TSUTAYA O-WESTにて新生お披露目公演。1月25日、タイ・バンコクで開催されたJapanExpo Thailand 2019出演。5月9日新宿BLAZEにて新生1stワンマン。東名阪ツアー(9月27日新宿ReNY、10月19日京橋LIVE HOUSE Arc、10月26日LIVEHALL M.I.D、11月10日白金高輪 SELENE b2)。
2020年、1月6日 渋谷TSUTAYA O-EASTにて新生2ndワンマン。1月31日〜JAPAN EXPO THAILAND 2020出演。4月16日野田ひとみ卒業と発表されていたが延期。5月14日 週刊ヤングジャンプ No.24にて坂東遥がサキドルエースSURVIVAL SEASON10の1人として掲載、投票企画のひとりとしてではあるが結成10年目にしてはじめてグループ名の"雑誌の表紙を飾りたい"が実現することとなった。夏以降メンバーの卒業・活動辞退が相次ぎ、11月5日 在籍メンバーは横山なつみ1人となった。
2021年、横山なつみはシンガーソングライターとしても活動し、11周年初日となる8月7日には横山なつみバンド“Y.M.Revolution"を始動。また7月18日よりPinkPandaメンバーを兼任。

## 派生ユニット
CoverGirls Team3期、サーカス☆ガールズ、CoverGirls SiSTERS、
püpa、金曜日の女王、MY-ME Cinderella、SEKIGAHARA、猫fishという派生ユニットがあった。
Twitterアカウントを設けたユニットについて以下に記述する。

### CoverGirls SiSTERS
2013年、研修生から妹ユニットSiSTERSに昇格するための試験が行われ、最終的に秋山瑠菜、石田涼、夏樹美沙憧、坂東遥、星野ゆりあ、三浦ことみ の6人がメンバーとして昇格した。2月24日、「日本アイドル保全協会 特別公演 1部2部」（原宿ASTRO HALL）において「向日葵と、タイヨウ」でステージデビュー、オリジナル曲「初恋ハロー」も初披露（デビューからおよそ1ヶ月の間は原型よりも音階を2段階下げていた）。3月2日には「太田区文化会vol.30」（渋谷O-CREST）にて初の単独出演。3月26日「よい娘の歌謡日vol.4」（新宿RUIDO K4）を以て秋山が研修生に戻る。5月6日テレビ愛知主催「IDOL WAVE～テレビ愛知30周年で30組大集合～」（名古屋市中区栄・栄オアシス21）に初の遠征。5月26日「CoverGirls SiSTERS 0th公演」として初のワンマンライブ。ファンからの投票数によって5名中上位2名がCoverGirlsに昇格できる「昇格バトル」を5月3日から開催し7月28日を以て投票終了、8月11日、石田涼と坂東遥が4期生として昇格することが決まった。
2014年、3月23日に研修生から昇格した新メンバー上木美亜、百崎優希子が加わり、新SiSTERSをお披露目。上木美亜、夏樹美沙憧、星野ゆりあ、百崎優希子の4名で活動していた。8月17日 SiSTERSから星野ゆりあ、上木美亜、夏樹美沙憧が5期生として昇格した。

### 猫fish
2016年、3月15日より栗原 横山 石田の3人によるアコースティックボーカルユニットとして活動。6月26日アカウント開設。
2017年、1月13日単独公演。7月26日栗原卒業前のラストライブ。

## メディア出演
- 未来定番曲[6]（2016年5月23日・30日、テレビ埼玉、BS12、とちぎテレビ、テレビ神奈川、群馬テレビ）[7]

## 作品
CD
- 「世界はあざやか」/「Pretty Girl」(2011年12月11日) - CoverGirlsのデビューシングル[注釈 13]。
- 「向日葵と、タイヨウ」/「サウスオレンジ」(2012年7月29日) - 2nd single[注釈 14]
- 「会いたいサーカス」/「向日葵と、タイヨウ 〜Piano Version〜」(2013年8月16日) - サーカス☆ガールズ名義。
- 「青空彗星」(2013年11月17日) - 3rd single[注釈 15] - カップリングは全て収録された星空versionと、それぞれが別に収録されさらにDVDがついた夜空、夕空、青空versionの計4タイプ。

```
「火曜日FRIDAY!!!」
「夏色REGRET」
「Dear My Friend」
```

- 「飛行機雲」(2014年3月23日) - 4th single[注釈 15]、3タイプ

```
「ドロップ オン ザ ドロップス」
「ノンシュガー ストロベリー ショートケーキ」
「ブライトニング エンド オブ ザ ワールド」
```

- 「世界は僕を知らない」(2014年12月21日) - 1st ミニアルバム、3タイプ共通で「昔話の流星群」も収録

```
「初恋ハロー」/「空飛ぶパラソル」/「ミライへ」
「迷いの森」/「深夜警報」/「真夏のkiss」
「HORIZON」/「わがままガールズ」/「世界はあざやか-2014.ver-」
```

- 「君を待つ風の物語」(2015年7月26日、8月30日、10月11日) - 5th single、3タイプ共通で「私がライブに行く理由」も収録

```
「Nameless jewelry」
püpa
、「私の花道、錦糸町」
金曜日の女王

「Love, No Magic」
MY-ME Cinderella
、「プロローグ」
栗原ひとみ

「嫌い(嘘)」
SEKIGAHARA
、「メンバーノート」
CoverGirls
```

- 「星降る夜の通り雨」(2016年5月24日) - 6th single、フォースミュージック）からリリースされたメジャーデビューシングル[注釈 9]、5タイプ。オリコンデイリー4位。

```
「サクラナミダ」
CoverGirls

「Love,Princess」
MY-ME Cinderella

「花咲か爺さん、夜勤明け」
金曜日の女王
[
注釈 16
]

「本能の変」
SEKIGAHARA

「君を待つ風の物語 Acoustic Ver.」
CoverGirls
```

- 「アナタシカ」(2017年10月24日、JuliaHouse) - 7th single、ライムライトのレーベルJuliaHouseからリリース、2タイプ。オリコンデイリー3位。[注釈 17]

```
「迷いの森」
「深夜警報2」
```

会場限定CD

※ この他、一部会場で アコースティック編成の派生ユニット猫fishによる「サクラナミダ」「君に捧ぐ」「Snow Message」「初恋ハロー」「ノンシュガーストロベリーショートケーキ」の音源が、
栗原ひとみ卒業公演で栗原が歌う「迷いの森」と 栗原が新たに歌詞を書いた「ひまわり」（メンバーノートの歌詞を変更した楽曲）の音源が、
以降の横山なつみ生誕祭で横山が歌うソロバージョンの楽曲が限定販売された。
配信限定 - 新生CoverGirls
- 1st EP (2019年9月17日)

```
「Wanna be sweet‼︎」
「恋、はじまりません」
「初恋ハロー」
「世界は僕を知らない」
「ノンシュガーストロベリーショートケーキ」
```

- single (2019年11月13日)

　「DREAM KILLER」
配信限定 - 横山なつみソロ
- 「ノンシュガーストロベリーショートケーキ」(2021年4月5日)
- 「永遠の約束」(2021年4月17日) - “CoverGirls”横山なつみ＆”Nina Pelea”Coco海里
- 「世界は僕を知らない」(2021年4月29日)
- 「あの日刻んだ虹」(2021年6月29日)

## ミュージックビデオ
- 2012年7月12日 「サウスオレンジ ／ CoverGirls」[43]。

- 2013年1月17日 「【PV】向日葵と、タイヨウ / CoverGirls」[44]。

- 2013年12月1日 「【PV】青空彗星 / CoverGirls」[45]。

- 2014年3月19日 「【PV】飛行機雲 / CoverGirls」[46]。

- 2014年3月21日 「【楽曲】ノンシュガー ストロベリーショートケーキ / CoverGirls」[47]。

- 2015年4月5日 「【PV】世界は僕を知らない / CoverGirls」[48]。

- 2015年4月12日 「【PV】私がライブに行く理由 / CoverGirls」[49]。

- 2016年5月7日 「【MV】星降る夜の通り雨 / CoverGirls」[50]。

- 2017年10月23日 「【MV】アナタシカ / CoverGirls」[51]。

- 2018年10月06日 「【課題曲】迷いの森 ／ CoverGirls」[52]。

- 2021年06月23日 「【あの日刻んだ虹／横山なつみ】」[53]。